# Jamie Caroline

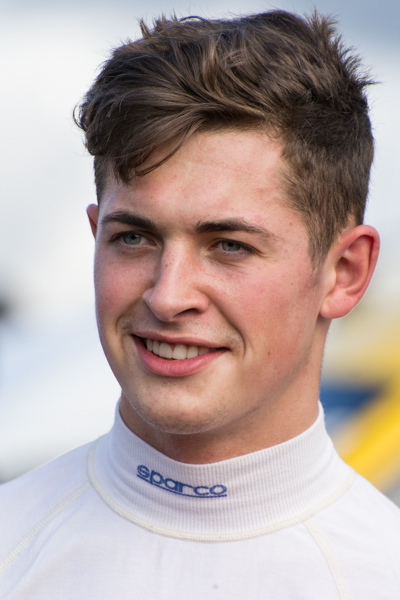
Jamie Caroline (2017)

Jamie Caroline (* 2. Februar 1999, in Warlingham, Surrey, England) ist ein britischer Automobilrennfahrer. Er wurde 2017 britischer Formel-4-Meister.

## Karriere
Caroline begann seine Karriere im Alter von 9 Jahren im Kartsport. Im Jahr 2014 startete er in der Ginetta Junior Winter Series und belegte den 1. Platz. Im gleichen Jahr nahm er auch an der Ginetta Junior Championship teil, in der er im folgenden Jahr Meister wurde. In den Formelsport wechselte er 2016, wo er an der Britischen Formel-4-Meisterschaft teilnahm. Er belegt in seiner ersten Saison den 6. Gesamtrang und gewann 2017,  die Meisterschaft.

## Statistik

### Karrierestationen
| - 2008–2012: Kartsport - 2014: Ginetta Junior Winter Series (Platz 1) - 2014: Ginetta Junior Championship (Platz 6) - 2015: Ginetta Junior Championship (Meister) - 2016: Britische Formel-4-Meisterschaft (Platz 10) | - 2017: Britische Formel-4-Meisterschaft (Meister) - 2018: Britische Formel-3-Meisterschaft (Platz 13) - 2019: Britische GT-Meisterschaft, GT4-Klasse (nicht klassifiziert) - 2021: Britische GT-Meisterschaft, GT4-Klasse (Meister) - 2022: Britische GT-Meisterschaft, GT3-Klasse (Platz 30) |